# Kotatsu
En kotatsu (炬燵) er en form for opvarmet bord bestående af en lav træramme dækket af en futon eller tungt tæppe, hvorpå der er lagt en bordplade. Nedenunder er der en varmekilde, der ofte er indbygget i selve rammen. Kotatsu bruges næsten udelukkende i Japan, men lignende møbler kan også findes i andre lande.

## Historie
Historien om kotatsuen tager sin begyndelse i Muromachi-perioden i det 14. århundrede. Det begyndte med det japanske forsænkede fyrsted kaldet irori, der benyttedes til at lave mad og opvarme huse, og som blev opvarmet med trækul. I det 14. århundrede indførte man imidlertid en platform af træ at sidde på omkring ved irorien, og dens funktion som sted at lave mad blev derved adskilt fra den at sidde ved den. Ovenpå platformen placerede et vattæppe kaldet oki, som fangede og fastholdt varmen fra de brændende trækul. Denne tidlige forgænger til kotatsuen kaldtes for en hori-gotatsu (掘り炬燵), et ord der er sammensat af kanjiene 掘-り (hori) der betyder at grave, 炬 (ko) der betyder fakkel eller ild, og 燵 (tatsu) der betyder fodvarmer.
Udformningen af hori-gotatsuen blev lettere ændret i Edo-perioden i det 17. århundrede, idet man nu i stedet for en forsænkning lavede et firkantet hul i gulvet som platformen blev placeret over. Tæppet blev placeret ovenpå på platformen, som folk nu kunne sidde med benene under for at holde sig varme.
Den flytbare kotatsu blev senere skabt som en videreudvikling af konceptet med hori-gotatsu, da tatami-måtter blev populære i japanske hjem. I stedet for at placere trækullene i irorien, blev de placeret i en lerkrukke på tatami-måtterne, hvilket gjorde kotatsuen transportabel og ikke længere afhængig af et hul under den. Denne mere moderne form for kotatsu kaldes for oki-gotatsu (置き炬燵), et ord der er sammensat af kanjiene 置き (oki) der betyder anbringelse, 炬 (ko) der betyder fakkel eller ild, og 燵 (tatsu) der betyder fodvarmer.
I midten af det 20. århundrede blev trækul erstattet af elektricitet som varmekilde. I stedet for at have en lerpotte med trækul under kotatsuen, blev det nu muligt at sætte strøm og dermed varme direkte til kotatsuen. På den måde blev kotatsuen fuldstændig mobil, så længe der var elektricitet til rådighed, og som følge heraf blev det almindeligt i japanske hjem.

## Typer
Der bruges to forskellige former for kotatsu i Japan i dag, der varierer i form og måde at varme dem op på:
- Elektrisk: Den moderne form for kotatsu (oki-gotatsu (置き炬燵)) består af et bord med et elektrisk varmeapparat på undersiden. Dette er en videreudvikling af det gamle princip med en lerpotte med varme kul under bordet.[2] Kotatsuen er typisk placeret på en tynd futon som et tæppe. En anden tykkere foton placeres over kotatsu-bordet, og ovenpå dette placeres en bordplade. Det elektriske varmeapparat på undersiden af bordet opvarmer rummet under den tykkere futon.

- Trækul: Den mere traditionelle type er placeret over et ca. 40 cm dybt hul i gulvet (hori-gotatsu (掘り炬燵)). Et varmeapparat placeres et sted i bunden eller siderne af hullet eller er som ved moderne kotatsuer sat fast til bordet. Denne form for kotatsu findes dog også med elektrisk varmeapparat.

## Brug
I det 21. århundrede består en kotatsu typisk af et elektrisk varmeapparat sat fast til rammen, der nu ikke nødvendigvis længere er af træ men også kan være lavet af plastik eller andre materialer. Som regel placeres et uldent tæppe (eller shitagake) over rammen og varmeapparatet og under bordpladen. Dette tæppe dækkes af et andet tykkere tæppe kaldet kotatsu-gake (火燵掛布). En kotatsu-gake er ofte dekorativ og kan være designet til at matche indretningen i hjemmet. Folk sidder på gulvet eller på zabuton-puder med benene under bordet og tæppet over den nedre del af kroppen. Kotatsuen blev designet, da folk for det meste bar traditionelt japansk tøj, hvor varmen kommer ind gennem bunden af kimonoen og forlader der ved halsen og således opvarmer hele kroppen.
De fleste japanske hjem er ikke isolerede i samme grad som i vesten og har ikke centralvarme men benytter sig i stedet af opvarmning af enkelte rum. Opvarmning er imidlertid dyr på grund af den manglende isolering og udformningen af hjemmene. Her er en kotatsu en relativ billig måde at holde varmen på, da futonerne holder på den varme luft. Familier kan vælge at koncentrere deres aktiviteter til dette sted i hjemmet for at spare på energien. Om sommeren kan det ske, at tæpperne bliver fjernet, og at kotatsuen bliver brugt som et normalt bord.
Det er muligt at sove under et kotatsu, men med mindre man er lille, vil man ikke blive dækket fuldstændigt. Det anses generelt for acceptabelt for en lur men ikke til en nattesøvn. Ens krop er ikke fuldstændig dækket, bevægelser gør varmen ujævn, og bordet er lavt, så man risikerer at brænde sig på varmeapparatet, hvis man kommer til at røre det, mens man vender sig i søvne. Børn fortælles traditionelt, at de vil blive forkølede, hvis de sover under en kotatsu. Kæledyr så som katte sover imidlertid jævnligt under kotatsu og er små nok til at kunne være fuldstændig under den. Dette ikke ulig katte der i vestlige lande sover på riste til gulvvarme, hvilket normalt ikke findes i japanske hjem.
I vintermånederne er kotatsuen ofte centrum for det japanske hjemmeliv. Om aftene samles familiemedlemmerne omkring kotatsuen for at hygge sig med mad, fjernsyn, spil og samtaler, mens den nederste del af kroppene bliver holdt varme. Det er blevet sagt, at "når du først er under kotatsuen, forsvinder alle dine bekymringer, mens en familiær varme tager over, og du bliver fuldstændig afslappet."

## Andre lande
Et lignende møbel kaldet korsi bruges i Iran. Et andet lignende møbel kaldet sandali har været brugt i århundreder i Tajikistan og Afghanistan og bruges stadig i dag i mange traditionelle hjem som et varmt sted at spise mad for en familie. Også i Spanien og Portugal finder man et lignende møbel kaldet mesa camilla, der er et lille rundt bord med et varmeapparat nedenunder.